# ليتو
ليتو هي أم الإلهان التوأم أبولو وآرتميس من زيوس، وابنة كلاً من جبابرة كايوس وفيبي.
كنتيجة لحملها من زيوس، عاقبتها زوجته هيرا بمنعها من التمتع بسبل الراحة الضرورية أثناء الحمل، حيث أطلقت في إثرها ثعبان ضخم يدعى بايثون، ولعنتها كي لا تتمكن من الإنجاب في مكان تشرق فيه الشمس، لذلك، نقلها زيوس إلى جزيرة ديلوس المغمورة تحت الماء، والتي لاتطالها أشعة الشمس، لتكسر بذلك القيود التي فرضتها عليها هيرا.